# Hyperlais argillacealis
Hyperlais argillacealis là một loài bướm đêm trong họ Crambidae.